# Regim politic
Regimul politic este ansamblul instituțiilor și raporturilor politice prin care clasa politică își înfăptuiește programul politic. Instituțiile care înfăptuiesc, în viața politică, economică, socială și culturală a țării, programul clasei politice sunt: monarhia, parlamentul, guvernul, partidele politice, armata, justiția, școala, biserica.  
Un criteriu al regimului politic este puterea. După acest lucru se poate stabili tipul de regim politic iar acesta poate fi clasificat în trei categorii: 
1.Regimuri politice pluraliste;
2.Regimuri politice totalitare sau autoritare;
3.Regimuri politice mixte.
Raporturile politice reprezintă:
- poziția față de puterea politică a diferitelor clase sociale - se concretizează în sistemul de vot și în colegiile de alegători;
- sistemul reformelor - în favoarea sau defavoarea maselor populare.